# Attendorf
Attendorf est une ancienne commune autrichienne du district de Graz-Umgebung en Styrie qui fait partie du bourg de Hitzendorf depuis le 1er janvier 2015.